# Sport Pampas
El Sport Pampas es un club de fútbol peruano del distrito de Pampas de Hospital en el departamento de Tumbes. Es el club con más hinchas en su distrito y participa en la Copa Perú.

## Historia
Fue fundado el 5 de mayo de 1964 y su primer presidente fue Alberto Juan Zárate Mogollón. Es un equipo tradicional de Tumbes, se caracteriza por tener muchos jugadores jóvenes y salidos de sus divisiones menores y cuenta con sus instalaciones que son su club, su campo deportivo y su coliseo de gallos.
En 1983 clasificó por primera vez a la Etapa Regional donde enfrentó a Sport Liberal y Deportivo Cañaña, siendo este último el que clasificó a la Etapa Nacional.
En la Copa Perú 2000 llegó a disputar la Etapa Regional donde fue eliminado en la última fecha del grupo A por Atlético Grau luego de empatar de local 1-1 ante el cuadro piurano. Volvió a la Regional en la Copa Perú 2006 quedando tercero en su grupo sin pasar de fase.
En 2009 se crea la Liga Superior de Tumbes siendo uno de sus participantes. En esa edición fue campeón tras vencer en la última fecha a Deportivo Pacífico por 1-0.
En los años siguientes siguió participando de la Liga Superior donde fue subcampeón en 2012 detrás de Sporting Pizarro. Retornó a su liga distrital en 2015 y llegó hasta la etapa Provincial de la Copa Perú donde fue eliminado.
En 2024 llegó hasta la liguilla final de la Etapa Provincial pero fue eliminado luego de terminar en cuarto lugar. Al año siguiente clasificó a la Etapa Departamental donde no logró obtener uno de los cupos a la Etapa Nacional al finalizar en el tercer puesto detrás de Independiente de Zorritos y Universidad Nacional de Tumbes.

## Uniforme
- Uniforme titular: Camiseta celeste, pantalón blanco, medias blancas.
- Uniforme alterno: Camiseta negro y celeste, pantalón negro, medias negras.

### Indumentaria y patrocinador
| Periodo   | Proveedor        |
| --------- | ---------------- |
| 2010-2011 | Tito de Lama     |
| 2012-2015 | Marjorie Jiménez |
| 2015      | Manolo de Lama   |

| Periodo | Patrocinador       |
| ------- | ------------------ |
| 2011    | Tito de Lama       |
| 2012    | Marjorie Jiménez   |
| 2012    | Pampas de Hospital |

## Rivalidad
Sport Pampas disputa en su distrito el clásico local con el Leoncio Prado.

## Entrenadores
- René Rujel Marchán (2017)

## Palmarés

### Torneos regionales
| Competición regional                       | Títulos                 | Subcampeonatos |
| ------------------------------------------ | ----------------------- | -------------- |
| Liga Departamental de Tumbes (3/0)         | 1983, 2000, 2006.       |                |
| Liga Superior de Tumbes (1/1)              | 2009.                   | 2012.          |
| Liga Provincial de Tumbes (2/1)            | 1983, 2000.             | 2025.          |
| Liga Distrital de Pampas de Hospital (4/2) | 2017, 2022, 2023, 2025. | 2007, 2024.    |